# Monumento al general Baquedano
El monumento al general Baquedano es un conjunto escultórico que realiza un homenaje a Manuel Baquedano, general del Ejército de Chile. Estuvo instalado en la plaza homónima —anteriormente conocida como «plaza Italia»— de Santiago de Chile entre 1928 y 2021.

## Historia

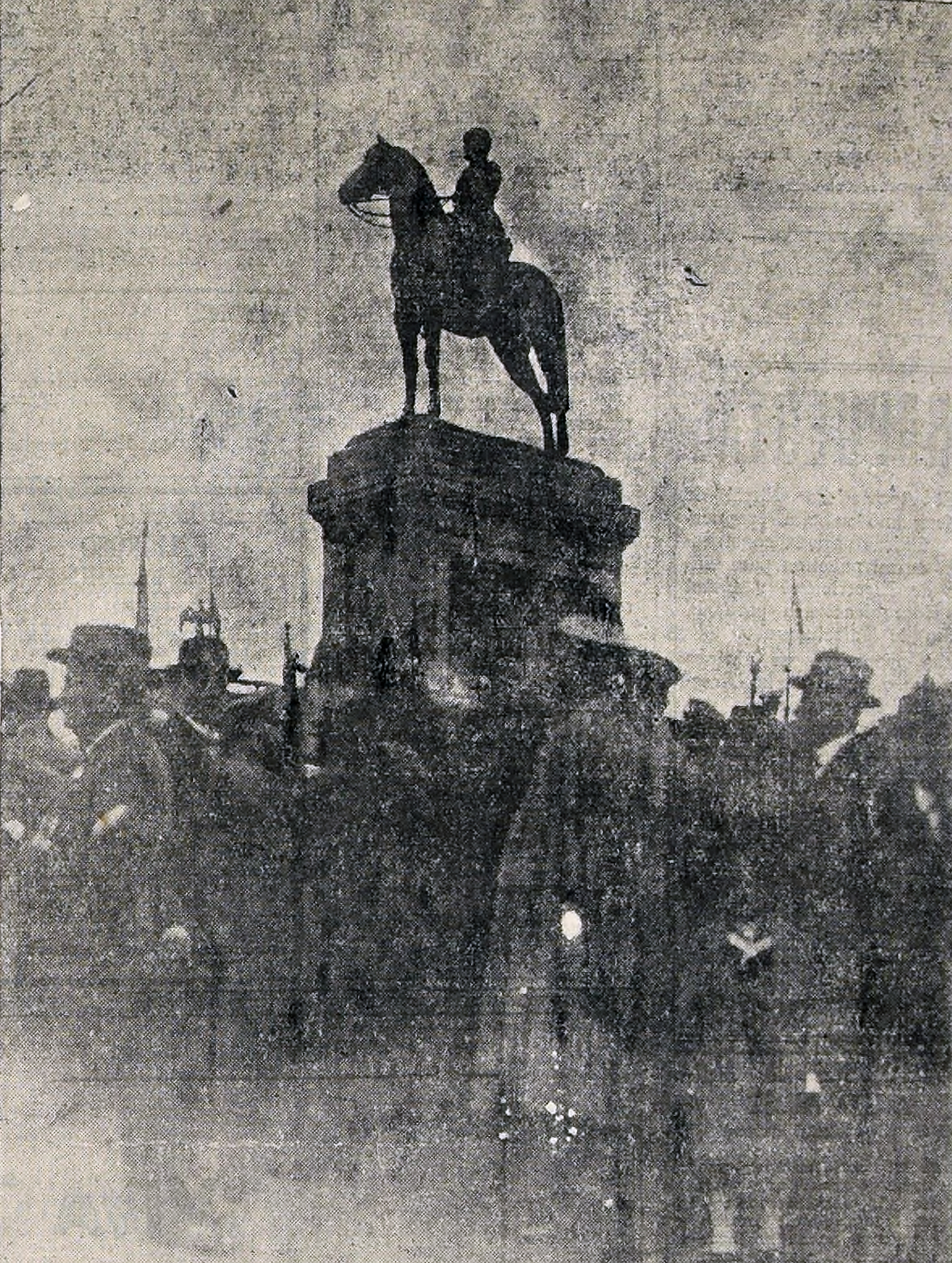
Inauguración del monumento (18 de septiembre de 1928).

El 27 de marzo de 1928 fue promulgada la Ley 4238, que autorizó la construcción de un monumento en homenaje al general Manuel Baquedano en la ciudad de Santiago, sin establecer su ubicación exacta:

Artículo único. Autorízase al Presidente de la República para erigir, por subscripción popular, un monumento en la ciudad de Santiago, a la memoria del General don Manuel Baquedano, previo informe del Consejo de Bellas Artes, sobre el valor artístico del monumento.
Ley 4328, 27 de marzo de 1928.

En 1928 la plaza Italia fue remodelada y en lugar del monumento al Genio de la Libertad fue instalada la estatua —diseñada por el escultor Virginio Arias y fundida en la Escuela de Artes y Oficios— del general invicto del Ejército de Chile Manuel Baquedano —su comandante en jefe entre 1880 y 1881— como homenaje a su participación en la Guerra del Pacífico, siendo inaugurada por el presidente de Chile Carlos Ibáñez del Campo el 18 de septiembre de 1928.
Está vistiendo uniforme militar, montado sobre su caballo Diamante, con actitud contemplativa, estética neoclásica y orientado hacia el poniente. A sus pies está la escultura de una mujer con tamaño natural entregándole una guirnalda de copihues —la flor nacional— y laureles, con la inscripción en el pedestal gris «El pueblo chileno al general Baquedano» y las fechas de los combates decisivos que dirigió: Tacna, Arica, Chorrillos y Miraflores; una placa con la nota «Homenaje de la caballería en servicio activo, en retiro y de reserva, 1943»; así como la tumba donde yacen los restos del «Soldado Desconocido de la Patria» encontrado en el campo de batalla, con el epitafio «Aquí descansa uno de los soldados con que el general Baquedano forjó los triunfos del heroísmo chileno»; esta tumba fue instalada bajo el monumento a Baquedano el 25 de agosto de 1931. En los costados hay dos relieves que recrean los últimos dos enfrentamientos mencionados, los cuales permitieron la ocupación de Lima. En la parte posterior, lo escolta la figura de un soldado chileno durante el conflicto. Fue diseñado por el arquitecto local Gustavo García, las estatuas y los resaltes son de bronce, y el pedestal corresponde a piedra verde.
Durante las protestas del estallido social de 2019, el monumento a Baquedano sufrió daños de diversa índole. Asimismo, la estatua del «soldado anónimo» fue derribada y dañada en medio de las manifestaciones, por lo que la Municipalidad de Providencia decidió retirarla del lugar junto con la estatua de «la libertad». Lo anterior para la protección y restauración de ambas esculturas. Se evaluó incluso retirar la estatua del general Baquedano, pero la idea se desechó por estimarse que estaba firmemente anclada.

### Remoción, restauración y traslado
Tras la serie de daños sufridos durante las diferentes manifestaciones de 2019 el Consejo de Monumentos Nacionales decidió retirar la estatua para someterla a restauraciones que durarían un año. El 10 de marzo de 2021 el Consejo de Monumentos Nacionales de manera unánime decidió remover temporalmente el monumento en honor a Manuel Baquedano, el cual sería repuesto tras su restauración en el mismo lugar. Esto se realizó con la intención de efectuar diversas reparaciones debido a los daños provocados, entre los que se cuenta el intento de quema y el corte de una de las patas del caballo, generando  un riesgo estructural.
La estatua fue finalmente removida en la madrugada del 12 de marzo de 2021 por personal del Ejército de Chile. Horas antes de su remoción un grupo de civiles y militares en retiro realizaron un homenaje, cosa que se repitió en el momento del retiro del monumento.
El 14 de marzo de 2021 se iniciaron los trabajos de instalación de un cerco perimetral que rodearía la base de la estatua con el fin de protegerla. No obstante, el 18 de octubre del mismo año, dicho cierre fue destruido durante las manifestaciones en conmemoración del segundo aniversario del estallido social; dos días después, el Consejo de Monumentos Nacionales acordó que la restauración del monumento no se haría in situ, sino que el plinto de piedra y la tumba del soldado desconocido serían removidas de la plaza para su reparación.

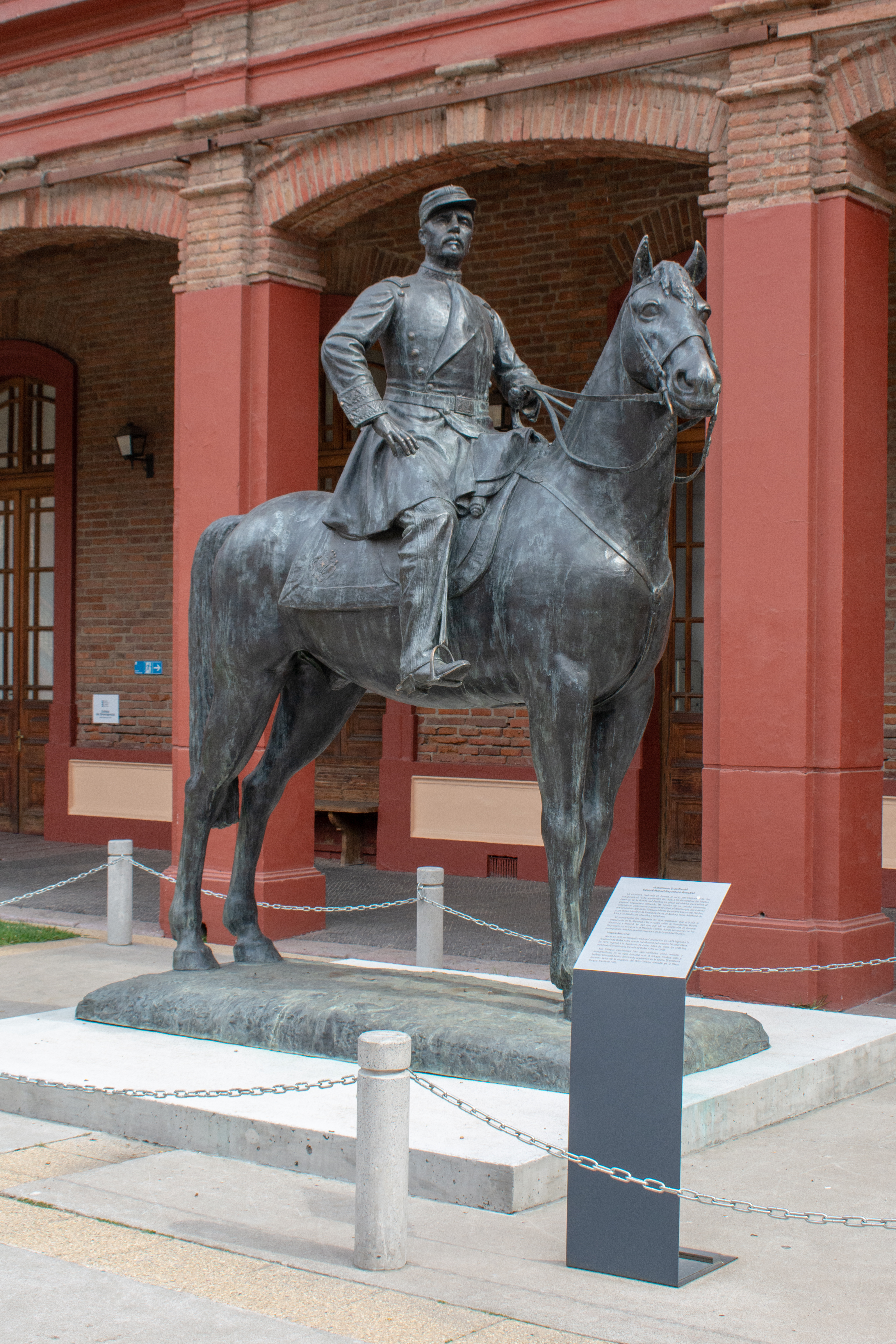
El monumento en el Museo Histórico y Militar.

Finalmente, el 15 de junio de 2022, el Consejo de Monumentos Nacionales, a través de una petición del Ejército de Chile, autorizó el traslado de la estatua al Museo Histórico y Militar. El 7 de febrero de 2025 el Consejo de Monumentos Nacionales aprobó la solicitud de reubicación del monumento, autorizando su retiro de la rotonda y su traslado a una ubicación por definir entre tres opciones: la Plaza Ercilla, a un costado del Edificio Bicentenario de la Comandancia en Jefe del Ejército; frente a la Escuela Militar, en el bandejón central de la Avenida Circunvalación Américo Vespucio; y en el bandejón central de la Alameda, donde se encuentra ubicado el monumento al general Manuel Bulnes.